# Alonella exigua
Alonella exigua är en kräftdjursart som först beskrevs av Wilhelm Lilljeborg 1853.  Alonella exigua ingår i släktet Alonella och familjen Chydoridae. Inga underarter finns listade i Catalogue of Life.